# Uri Dan

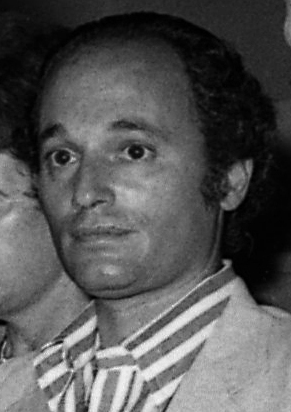
Uri Dan, 1974

Uri Dan (hebräisch אורי דן; geboren 6. Mai 1935 als Schlomo Uri in Tel Aviv; gestorben 24. Dezember 2006 in Kfar Saba) war ein israelischer Journalist und Fotograf. Er war ein langjähriger Vertrauter von Ariel Scharon.

## Leben
Von 1952 bis 1954 studierte Uri Dan Maschinenbau am Haifaer Technion, ging dann zu den Israelischen Streitkräften (IDF) und arbeitete dort für die Armeezeitung BaMahaneh. Vom damaligen Kommandeur der israelischen Fallschirmjäger-Brigade Ariel Scharon erhielt er die Genehmigung, diese Truppe bei ihren verdeckten Operationen hinter feindlichen Linien zu begleiten und darüber zu berichten. In der Schlacht am Mitla-Pass während des Sinaifeldzuges nahm er am Kampfsprung des Vorhut-Bataillons teil. Nach der Entlassung aus der Armee wurde er Frankreich-Korrespondent von Ma'ariv.
Nachdem Scharon nicht zum Stabschef der IDF berufen worden war und im Sommer 1973 aus dem aktiven Heeresdienst ausgeschieden war, erklärte Dan, dass diejenigen, die Scharon nicht als Stabschef wollten, ihn nun als Verteidigungsminister bekämen. Als kurz darauf der Jom-Kippur-Krieg ausbrach, wurde Dan für Ma'ariv Kriegsberichterstatter in Scharons Division. Von ihm stammen die berühmten Fotos von Scharon mit dem Kopfverband, den dieser infolge seiner Verletzung beim erfolgreichen Gegenstoß über den Sueskanal trug. 1977 bewahrheitete sich Dans Prophezeiung: Scharon wurde Verteidigungsminister und Dan kurz darauf sein Presseberater. Als Scharon 1982 wegen der israelischen Mitverantwortung für das Massaker von Sabra und Schatila als Verteidigungsminister zurücktreten musste, prägte Dan den Satz, dass diejenigen, die Scharon als Verteidigungsminister nicht wollten, ihn dann eben als Ministerpräsident bekämen.
Seit den 1980er Jahren war Dan der Israel-Korrespondent der New York Post und arbeitete auch für Fox News. Er schrieb zudem rund zwanzig Bücher.
Als Scharon gemäß Dans Vorhersage Regierungschef wurde, waren sie zwar hinsichtlich des Abkopplungsplanes und der Spaltung des Likud anderer Meinung; dennoch zählte Dan bis zum Schluss zum Kreis der engsten Freunde Scharons. Dan verstarb nach langer Krankheit an Lungenkrebs.

## Veröffentlichungen (in Auswahl)
- Kippour (mit Ben Porat, Jonathan Gueffen, Eytan Haber, Hesi Carmel, Eli Landau und Eli Tavor), 1974
- Sharon’s Bridgehead, 1975
- 90 Minuten in Entebbe (mit William Stevenson), 1976
- Eichmann Syndrome (mit Edward Radley), 1977
- Ultimatum Pu 94. A Novel of Nuclear Terror (mit Peter Mann, Pseudonym für Peter Zvi Malkin), 1977
- Carlos Must Die (mit Peter Mann, Pseudonym für Peter Zvi Malkin), 1978
- The Face Of Terror, 1978
- Meyer Lansky. Mogul of the Mob (mit Dennis Eisenberg und Eli Landau), 1979
- Blood Libel, 1987
- To the Promised Land. The Birth of Israel / 40th Anniversary, 1988
- Qui a tué Maxwell? 1992
- Peter Malkine, l’espion du siècle, 2006
- Ariel Sharon. An Intimate Portrait, 2006